# Mosquée de Tremblay-en-France
La mosquée de Tremblay-en-France est un édifice religieux musulman situé à Tremblay-en-France, en France.

## Histoire
Le projet d'une mosquée débute dans les années 1970. Une campagne de dons qui dure près de 10 ans finance l'édification du lieu.

## Description
La mosquée a la particularité de posséder des vitraux.